# Marene
Marene település Olaszországban, Piemont régióban, Cuneo megyében. Lakosainak száma 3293 fő (2023. január 1.). Marene Cervere, Cherasco, Savigliano és Cavallermaggiore községekkel határos.

## Népesség
A település lakossága az elmúlt években az alábbi módon változott:
| Lakosok száma | 3248 | 3330 | 3293 |
|               | 2017 | 2018 | 2023 |